# Albertas Valys
Albertas Valys (* 1. April 1953 in Mažeikiai, Litauische SSR) ist litauischer Jurist, Rechtsanwalt, ehemaliger Politiker und Justizminister Litauens.

## Biografie
1977 absolvierte Albertas Valys das Studium der Rechtswissenschaften an der Rechtsfakultät der Universität Vilnius und arbeitete im litauischen Parlament Seimas, war Ombudsmann. Vom 23. April 1996 bis 3. Mai 1999 war er Justizminister Litauens, seit 2001 ist er Rechtsanwalt (er ist Partner der Kanzlei V. Žiemelis, A. Valys ir partneriai).